# Tobias Henneböle
Tobias Henneböle (Bad Soden, Alemania; 19 de mayo de 1992) es un futbolista alemán. Juega de defensa central en el Eintracht Trier de la Regionalliga Südwest (cuarta división alemana).

## Trayectoria
Se formó en las categorías inferiores del FSV Frankfurt y del VfL Wolfsburg.
En 2015, se convirtió en fichaje del Real Mallorca de la temporada 2015/16. Firma por dos temporadas después de superar un periodo de prueba de casi un mes.

## Clubes
| Club             | País     | Período   | PJ | Goles |
| ---------------- | -------- | --------- | -- | ----- |
| FSV Frankfurt II | Alemania | 2011-2012 |    |       |
| VfL Wolfsburg II | Alemania | 2012-2015 |    |       |
| RCD Mallorca     | España   | 2015-2016 |    |       |
| Eintracht Trier  | Alemania | 2016-     |    |       |